# Regina Sergeeva
Regina Sergeeva (* 2. Juli 1994 in Sigmaringen, Baden-Württemberg) ist eine deutsche Rhythmische Sportgymnastin.

## Leben
Regina Sergeeva trainiert am DTB-Nationalmannschaftszentrum Fellbach-Schmiden (Bundesleistungszentrum für Rhythmische Sportgymnastik und Sportinternat) und lebt in Fellbach. Die Schülerin startet für den TSG Söflingen und wird von Natalia Stsiapanava, Ekaterina Kotelikova und Vladimir Komkov trainiert. Ihr Spezialgerät ist der Ball. Sergeeva wuchs in Ulm auf und erlernte ihren Sport bei ihrem Heimatverein, der TSG Söflingen. Zunächst war sie vor allem als Einzelgymnastin aktiv und erreichte als nationalen Höhepunkt die Vizemeisterschaft bei den Juniorinnen am Ball. Daneben war sie auch schon als Gruppengymnastin aktiv und gehörte mit der Schülerinnen-Gruppe des Schwäbischen Turnerbundes zur nationalen Spitze. Ein erster internationaler Höhepunkt wurden die Junioren-Europameisterschaften 2009 in Baku, bei denen sie mit der deutschen Mannschaft Neunte wurde. 2010 wechselte sie nahtlos in den Seniorinnenbereich.
Die Europameisterschaften im Frühjahr 2010 in Bremen wurden Sergeevas erste internationale Meisterschaften bei den Frauen. Mit Cathrin Puhl, Camilla Pfeffer, Sara Radman, Karolina Raskina und Mira Bimperling verpasste sie im Mannschaftswettkampf als Viertplatzierte hinter Russland, Italien und Belarus nur um einen Rang eine Medaille. Mit Pfeffer, Puhl, Radmann und Bimperling wurde sie zudem Vierte in der ersten sowie der zweiten Gerätegruppe. Im Herbst des Jahres folgten die Weltmeisterschaften in Moskau, bei denen Sergeeva mit Pfeffer, Puhl Radman und Bimperling in der Mannschaft Achte sowie in derselben Besetzung jeweils Fünfte in der ersten und zweiten Gerätegruppe wurde. Bei den Weltmeisterschaften ein Jahr später in Montpellier erreichte sie mit Pfeffer, Puhl, Nicole Müller, Radman und Bimperling den sechsten Rang im Gruppen-Mehrkampf sowie Platz sieben in der ersten und Platz fünf in der zweiten Gerätegruppe. Mit dem sechsten Rang qualifizierte sich das Team direkt für die Olympischen Sommerspiele 2012 in London. Kurz vor den Spielen schied sie jedoch aufgrund einer Verletzung aus dem Kader.

## Belege
1. ↑  Die deutsche Gymnastin Regina Sergeeva (TSG Söflingen) muss ihre Olympia-Teilnahme verletzungsbedingt absagen

| Personendaten    | Personendaten                               |
| ---------------- | ------------------------------------------- |
| NAME             | Sergeeva, Regina                            |
| KURZBESCHREIBUNG | deutsche Rhythmische Sportgymnastin         |
| GEBURTSDATUM     | 2. Juli 1994                                |
| GEBURTSORT       | Sigmaringen, Baden-Württemberg, Deutschland |